# Parafia św. Andrzeja Apostoła w Kleczewie
Parafia Świętego Andrzeja Apostoła w Kleczewie – jedna z 6 parafii leżąca w granicach dekanatu kleczewskiego. Erygowana w 1120 roku.

## Dokumenty
Księgi metrykalne: 
- ochrzczonych od 1945 roku
- małżeństw od 1945 roku
- zmarłych od 1945 roku